# برايت اداي
برايت اداي (بالإنجليزية: Bright Addae)‏ (19 ديسمبر 1992 في غانا - ) هو لاعب كرة قدم غاني في مركز الدفاع. شارك مع منتخب غانا تحت 20 سنة لكرة القدم ومنتخب غانا لكرة القدم. أما مع النوادي، فقد لعب مع نادي أسكولي ونادي بارما ونادي غوريتسا ونادي كروتوني وليجون سيتيز ونادي غوبيو ونادي تيراسا ‏.

## وصلات خارجية
- برايت اداي على موقع الاتحاد الدولي (مؤرشف)  (الإنجليزية)
- برايت اداي على موقع قاعدة بيانات كرة القدم.إي يو (الإنجليزية)
- برايت اداي على موقع ناشيونال فوتبول تيمز (الإنجليزية)
- برايت اداي على موقع Soccerway.com (الإنجليزية)
- برايت اداي على موقع AS.com (الإسبانية)